# Gaedioxenis brevicornis
Gaedioxenis brevicornis là một loài ruồi trong họ Tachinidae.